# BSG Traktor Teuchern
Die BSG Traktor Teuchern war eine Betriebssportgemeinschaft in der Kleinstadt Teuchern. Nach der Wende wurde der SV Teuchern 1910 e. V. aus der BSG ausgegründet.
Der SV Teuchern 1910  gehört mit seinen etwa 300 Mitgliedern zu den größten Vereinen der Region. Er bietet Sportarten wie Fußball, Volleyball, Turnen, Tischtennis, Bogenschießen, Karate und Kegeln an. Ihm steht das Friedrich-Ludwig-Jahn-Stadion mit einer Kapazität von 3000 Zuschauern zur Verfügung.

## Strukturelle Entwicklung
Des SV Teuchern hat seinen historischen Ursprung in dem 1910 gegründeten „Fußballclub Teuchern“. Nach dem Ersten Weltkrieg und der Hinzunahme weiterer Sportarten kam es im Sommer 1919 zur Gründung der „Sportvereinigung 1910 Teuchern“. Nach Ende des Zweiten Weltkrieges musste die Sportvereinigung wie alle Sportvereine in der sowjetischen Besatzungszone auf Veranlassung der Besatzungsmacht aufgelöst werden. Mehrere Jahre wurde Sport in Teuchern in einer lose organisierten Sportgemeinschaft betrieben. Ab 1948 wurde in Ostdeutschland das Sportwesen auf der Grundlage von Betriebssportgemeinschaften (BSG) neu organisiert, und Anfang der 1950er Jahre entstanden in der DDR die ersten Landwirtschaftlichen Produktionsgenossenschaften (LPG). Dies waren die Voraussetzungen, dass 1951 in Teuchern die „BSG Traktor“ gegründet werden konnte. Trägerbetrieb war die örtliche LPG. Entsprechend den Regularien musste die BSG ein breites Spektrum von Sportarten anbieten, und so entstanden Sektionen für Fußball, Kegeln, Boxen, Billard, Turnen und Gymnastik. Während die Sektionen Boxen, Turnen und Billard später wieder eingestellt wurden, kamen im Laufe der Jahre die neuen Sportarten Volleyball, Federball und Karate hinzu. Nach der politischen Wende von 1989 und den damit verbundenen wirtschaftlichen Veränderungen konnte das System der Betriebssportgemeinschaften nicht mehr weitergeführt werden. BSG-Mitglieder gründeten daraufhin den neuen Verein „SV Teuchern 1910“, der die Sportarten der bisherigen BSG weiterführte.

## Entwicklung des Fußballsports
Die Fußballmannschaften sowohl des Fußballclubs als auch der Sportvereinigung Teuchern spielten nur auf Kreisniveau. Auch nach dem Zweiten Weltkrieg erreichte die Sportgemeinschaft nicht die Ebene der Bezirksmeisterschaften. Erst 1955 gelang der BSG Traktor der Aufstieg in die damals viertklassige Bezirksliga Halle, stieg aber sofort wieder in die Bezirksklasse ab. 1957 gelang zum zweiten Mal der Aufstieg, und danach konnte sich Teuchern jeweils mit Platzierungen im Mittelfeld in der Bezirksliga bis 1967 behaupten. Ab 1963 war die Bezirksliga 3. Spielklasse im DDR-Fußballsystem. 1966 konnte die BSG Traktor in der Südstaffel noch Platz 7 erreichen, verkraftete aber die anschließende Reduzierung auf eine Staffel nicht und stieg 1967 als Tabellenletzter erneut in die Bezirksklasse ab. Bis zum Ende des DDR-Fußballs 1990 gelang die Rückkehr in die Drittklassigkeit nicht mehr.
In der Fußballsaison 1955 konnte sich die BSG Traktor Teuchern für drei Spiele auf republikweiter Ebene präsentieren. Die Traktoristen hatten sich durch die Finalteilnahme im Fußball-Bezirkspokal Halle 1954 für den DDR-Fußballpokal-Wettbewerb 1954/55 qualifiziert. In der ersten Runde besiegte der Bezirksklassenvertreter den Bezirksligisten BSG Chemie Triptis mit 3:1. In der zweiten Runde musste Teuchern beim Dresdner Bezirksklassen-Vertreter BSG Chemie Radebeul antreten und gewann dort mit 4:1. Am 9. Januar 1955 traf Traktor Teuchern in der Runde der letzten 22 Mannschaften auf den DDR-Oberligisten SC Dynamo Berlin. Vor 3000 Zuschauern auf eigenem Platz unterlag die Mannschaft, die bis zur Halbzeit noch ein 1:1-Unentschieden halten konnte, schließlich mit 1:3. 1957 scheiterte Traktor Teuchern bereits in der ersten Hauptrunde am SC Lok Leipzig.
Nach der Einführung des DFB-Fußballspielbetriebes in Ostdeutschland stieg der SV Teuchern 1991 in die damals fünftklassige Bezirksliga Thüringen (später Landesliga) auf. Bis zum Jahr 1999 konnte der Klassenerhalt gesichert werden, doch nach der Saison 1999/2000 musste Teuchern in die Landesklasse absteigen. Nach neun Jahren reichte die Endplatzierung Rang 10 erneut nicht für den Klassenerhalt, der SV Teuchern stieg 2009 in die 9. Liga Kreisoberliga Burgenland ab. Bereits in der Folgesaison gelang als Burgenlandmeister die Rückkehr in die Landesklasse. In der Saison 2013/14 musste der Verein als Tabellenletzter in die Landesklasse absteigen. Seit 2017 spielt der Verein in der Kreisliga.

## Weitere Abteilungen
- Bogenschießen
- Gymnastik
- Handball
- Karate
- Kegeln
- Tischtennis
- Turnen (Kinderturnen)
- Volleyball